# Durvasas

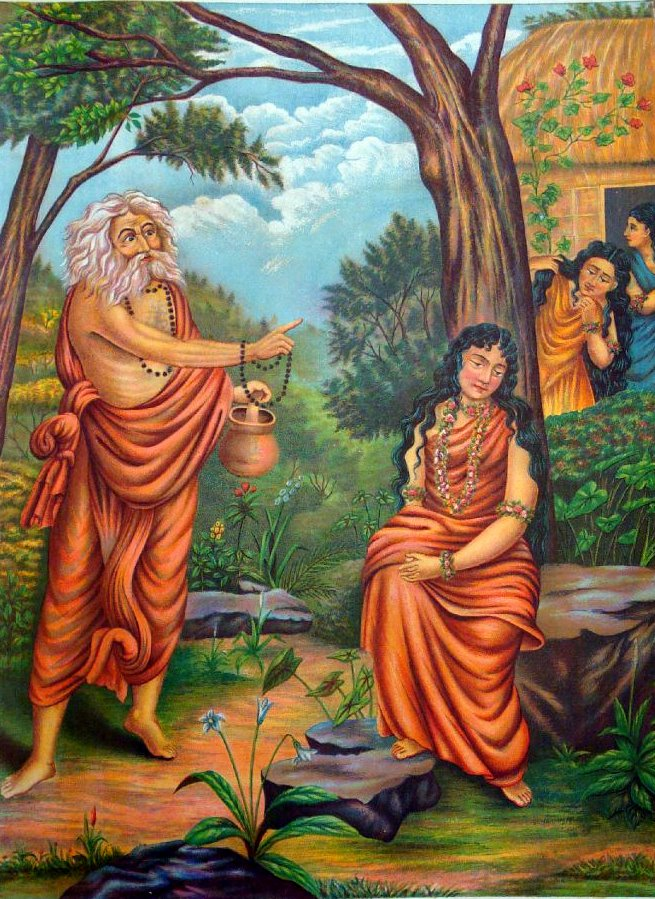
Durvasas lance un sort à Shâkuntalâ (illustration du Mahabharata de 1895).

Dans la mythologie de l'hindouisme à travers sa littérature, Durvasa, ou Durvasas, est considéré comme un sage très fort pour les malédictions qu'il lance. Ainsi dans les Puranas, un peu avant l'épisode du barattage de la mer de lait, Durvasa maudit Indra à propos d'une guirlande de fleurs. Dans le Ramayana, Durvasa jette une malédiction sur Lakshmana, le frère de Rāma. Dans le Mahabharata, Durvasa a très mauvais caractère, mais offre tout de même des mantras magiques à Kunti, la mère des cinq Pandavas.